# Finley (Australia)
Finley è una città australiana del Nuovo Galles del Sud con 2.054 abitanti.

## Storia
L'ufficio postale aperto il 1º gennaio 1881, ma era conosciuta come Murray Hut fino al 1893. [3] primi europei si stabilirono nella zona attorno Finley nel 1840 precoce, con il grano diventa la coltura principale.
I periodi di grave siccità, combinata con la Grande Depressione degli inizi del 1930, costretto molti agricoltori ad abbandonare le loro aziende.
Nel 1935, la costruzione sul Canal Mulwala iniziato al fine di offrire occupazione e portare l'acqua ai terreni agricoli ricchi della zona.